# Art Spoelstra
Arthur Cornelius Spoelstra, detto Art (Grand Rapids, 11 settembre 1932 – Evansville, 9 aprile 2008), è stato un cestista statunitense, professionista nella NBA.

## Carriera
Venne selezionato dai Rochester Royals al quarto giro del Draft NBA 1954 (34ª scelta assoluta).